# Carsten Heusmann
Carsten Heusmann (* 11. September 1969 in Bremerhaven; † 13. November 2015) war ein deutscher Musiker, Komponist und Musikproduzent.

## Wirken
Zusammen mit seinem damaligen Partner Jan-Eric Kohrs gründete er 1995 in Hamburg die Musikproduktionsfirma übergog music, mit der sie kurz nach der Gründung erste Erfolge mit Veröffentlichungen von Interpreten wie Blümchen oder JouJou erzielen konnten. Nachdem sie 1997 Frank Peterson trafen, begann die Zusammenarbeit mit dem Nemo-Studio. 1999 gelang mit Jan-Eric Kohrs, Michael Soltau und Frank Peterson die Wiederbelebung der 1991 von Peterson gegründeten Gruppe Gregorian, von der bis 2010 über 5 Millionen Alben verkauft wurden. Nach der Trennung von Jan-Eric Kohrs arbeitete Heusmann weiter mit Künstlern wie Sarah Brightman, Amelia Brightman, Gregorian, Nevio, Alannah Myles, Helloween und Blind Guardian. Außerdem war er als Musical Director und Keyboarder mit Gregorian auf Tournee.

## Diskografie
- 2011 Gregorian – Masters of Chant VIII CD/DVD (P/A/PR/M)*, Starwatch
- 2010 Gregorian – The Dark Side of the Chant (P/A/PR/M), Starwatch
- 2010 Blind Guardian – At the Edge of Time (P,A) Nuclear Blast
- 2010 Helloween – Unarmed – Best of 25th Anniversary (A,P), Sony Music
- 2009 Gregorian – Christmas Chants USA (P/A/PR/M), Curb Records
- 2009 Gregorian – Masters of Chant VII 10th Anniversary (P/A/PR/M), edel music
- 2008 Gregorian – Christmas Chants & Visions (P/A/PR/M), edel music
- 2008 Sarah Brightman – A Winter Symphony (P,A,PR,C,M), Angel Records/EMI
- 2008 Jou Jou – Departure (P/A/PR/M/C), Wunderkind Entertainment
- 2008 Sarah Brightman – Symphony – Live in Vienna (P,A,PR,C), Blue Note Label Group
- 2008 Gregorian – Gregorian Masters of Chant (P/A/PR/M/C), Curb Records
- 2007 Die Nematoden – Elite der Idioten (P,A,C,M)
- 2007 Gregorian – Masters of Chant Chapter VI (P/A/PR/M/C), edel music
- 2007 Gregorian – Earbook Monastery Moods (P/A/PR/M/C), edel music
- 2007 Gregorian – DVD Live at Burg Kreuzenstein (P/A/PR/M), edel music
- 2007 Nevio Passaro – Dolphins don’t cry (P,A,M), Universal Music
- 2006 Gregorian – Christmas Chants (P/A/PR/M/C), edel music
- 2006 Gregorian – Masters of Chant Chapter V (P/A/PR/M), edel music
- 2005 Gregorian – The Masterpieces (P/A/PR/M), edel music
- 2005 Gregorian – Special Edition (P/A/PR/M/C), edel music
- 2005 Gregorian – DVD The Masterpieces Live in Prague (P/A/PR/M/C), edel music
- 2004 Gregorian – Masters of Chant The Dark Side (P/A/PR/M/C), edel music
- 2003 Sarah Brightman – Harem (C) EMI
- 2003 Gregorian – Masters of Chant Chapter IV (P/A/PR/M/C) edel music
- 2003 Gregorian – DVD Gregorian Gold Edition (P/A/PR/M) edel music
- 2002 Gregorian – Masters of Chant Chapter III (P/A/PR/M/C) edel music
- 2002 Gregorian – DVD Gregorian in Germany (P/A/PR/M) edel music
- 2001 Gregorian – Masters of Chant Chapter II (P/A/PR/M/C) edel music
- 2001 Sarah Brightman – La Luna (PR/M) EMI
- 2001 Gregorian – DVD Gregorian in Irland (P/A/PR/M) edel music
- 2000 Alannah Myles – Like Flames (A/PR/M) Freizeit (Universal Music)
- 2000 Marco da Silva – La Bamba (P/A/PR/M/C) Mercury (Universal)
- 2000 Gregorian – DVD Gregorian Santiago de Compostela (P/A/PR/M) edel music
- 1999 Gregorian – Masters of Chant Chapter I (P/A/PR/M/C) edel music
- 1999 Princessa – I won’t forget you (C) Warner Music
- 1998 Chazz feat. Coolio – Raise the Roof (P/A/PR/M) RCA (Sony/BMG)
- 1998 Sarah Brightman – Who wants to live forever (ueberGog X-citing Remix) (PR) eastwest records
- 1998 Yasmin K. – Wo bist Du? (P/A/PR/M) Universal Music
- 1992 Die Nematoden – Zuckerbrot (P,A,C,M)

Die Abkürzungen stehen für Produzent (P), Arrangeur (A), Programmierer (PR), Urheber (C) und Musiker (M).